# Piotr Myszkowski (prezydent Żyrardowa)
Piotr Ryszard Myszkowski (ur. 19 października 1930 w Suwałkach, zm. 9 marca 1991 w Żyrardowie) – polski inżynier i działacz partyjny związany z Żyrardowem, prezydent miasta w latach 1976–1981, następnie wicewojewoda skierniewicki. 

## Życiorys
Ukończył Liceum Ogólnokształcące w Ełku, następnie zaś kształcił się na Wydziale Włókienniczym Politechniki Łódzkiej. W 1955 podjął pracę w Żyrardowskich Zakładach Przemysłu Lniarskiego (ŻZPL), gdzie przeszedł karierę zawodowego od brygadzisty, przez mistrza i kierownika i zastępcy dyrektora. W 1973 został dyrektorem naczelnym Żyrardowskich Zakładów Przemysłu Pończoszanego "Stella". 
Był działaczem Związku Młodzieży Polskiej, następnie zaś od 1958 Polskiej Zjednoczonej Partii Robotniczej, z ramienia której uzyskał w 1976 mandat radnego Wojewódzkiej Rady Narodowej w Skierniewicach. W lipcu 1976 został powołany na stanowisko prezydenta Żyrardowa, które piastował do lipca 1981. Od tego czasu pełnił funkcję wicewojewody skierniewickiego. Na stanowisku pozostał do czasu transformacji ustrojowej.